# Avonden op een boerderij bij Dikanka
Avonden op een boerderij bij Dikanka (Russisch: Вечера на хуторе близ Диканьки, Vetsjera na choetore blis Dikanki) is een verzameling korte verhalen, geschreven door de Oekraïense schrijver Nikolaj Gogol. Ze verschenen vanaf 1829 in verschillende tijdschriften en werden in 1831 en 1832 in twee delen in boekvorm gepubliceerd. De verhalen spelen zich af in het Oekraïense dorp Dikanka.
De schrijver werd zelf geboren in het Oekraïense dorp Velyki Sorotsjintsi in de buurt van Poltava, en groeide daar tot zijn negentiende op. Daarna verhuisde hij naar Sint-Petersburg. Hij verwerkte zijn jeugdherinneringen en indrukken in de verhalen over het boerenleven. In een reeks brieven aan zijn moeder vroeg hij haar om beschrijvingen van dorpsgebruiken, kleding, bijgeloof en oude verhalen. Deze beschrijvingen gebruikte hij ook als bron.

## Verhalen
Avonden op een boerderij bij Dikanka bestaat uit de volgende twee delen:
Deel 1 (Russisch: Часть первая, Tsjast pervaja):
1. Jaarmarkt van Sorotsjinskaja (Сорочинская ярмарка, Sorotsjinskaya yarmarka)
2. De avond voor Ivana Koepala (Вечер накануне Ивана Купала, Vetsjer nakanoene Ivana Koepala)
3. Een Meinacht, of het verdronken meisje (Майская ночь, или Утопленница, Majskaja notsj, ili Oetoplennitsa)
4. De verloren brief (Пропавшая грамота, Propavsjaja gramota)

Deel 2 (Часть вторая, Tsjast vtoraja)
1. Kerstavond (Ночь перед Рождеством, Notsj pered Rozjdestvom)
2. Verschrikkelijke wraak (Страшная месть, Strasjnaja mjest)
3. Ivan Fjodorovitsj Sjponka en zijn tante (Иван Фёдорович Шпонька и его тётушка, Ivan Fjodorovitsj Sjponka i jego tjotoesjka)
4. Een betoverde plek (Заколдованное место, Zakoldojannoje mjesto)

## Voorwoord
In het voorwoord wordt de verteller geïntroduceerd, de imker Panko-de-Roodharige of Roedy Panko (Oekraïens: Рудый Панько, Roedyj Panko). Hij informeert de lezer over een reeks wonderlijke verhalen die hij ooit heeft gehoord. Hij spreekt kalm en persoonlijk tegen de lezer, alsof de verteller en de lezer samen tegenover elkaar zitten. Hij vertelt over het boerenleven en noemt tal van uitbundige feesten en festiviteiten. Hij merkt op dat niemand verhalen kan vertellen zoals hij, waarna hij verstrikt raakt in het praten over alledaagse gebeurtenissen. De imker onderbreekt zichzelf zodat hij verder kan gaan met zijn verhalen, waarna de bundel overgaat in de losse verhalen. Elk van de verhalen in het boek is gebaseerd op Oekraïense folklore en bevat komische elementen. 

## Betekenis
Avonden was Gogols baanbrekende werk en vormde de kern van zijn stijl, vooral zijn gevoel voor het macabere. De collectie van verhalen bewees dat hij een nieuwe kracht in de Russische literatuur was met vernieuwing en een zorgvuldig gearrangeerde vermenging van het macabere met het humoristische. Aleksandr Poesjkin had een grote invloed op het schrijven van de bundel, die verwijzingen bevat naar Oekraïne, het land waar Gogol opgroeide. De verhalen zitten vol met Oekraïense folklore en culturele verwijzingen, en bieden een uniek perspectief op het leven in het land in dit tijdsgewricht. De structuur in deze bundel werd later kenmerkend voor Gogols schrijven, zoals in Dode Zielen. Dankzij de vergaarde roem door Avonden kreeg Gogol een prominente plaats in Russische literaire kringen.

## Verfilming
Avonden op een boerderij bij Dikanka werd sinds de publicatie meerdere keren opgevoerd en verfilmd. De bekendste versie is de gelijknamige film uit 1961, die geregisseerd werd door de Sovjet-filmregisseur Alexander Rou.
- Kerstavond (1913) - vroege Russische stille film, gebaseerd op het gelijknamige verhaal.
- De verloren brief (1945) - Sovjet-animatiefilm gebaseerd op het gelijknamige verhaal.
- Avonden op een boerderij bij Dikanka (1961) - Russische Sovjetfilm gebaseerd op het gelijknamige verhaal.
- De verloren brief (1972) - legendarische Oekraïense Sovjetfilm gebaseerd op het gelijknamige verhaal.
- Avonden op een boerderij bij Dikanka (2001) - Russisch-Oekraïense muzikale fantasiekomedie op tv.
- Gogol (2017) - serie Russische fantasy-horrorfilms losjes gebaseerd op enkele verhalen.

## Nederlandse vertalingen
- Avonden op Dikanjka, vert. G. Wronsky en J. Mertens, Antwerpen, Die Poorte, 1935
- Avonden op een dorp bij Dikanka – Mirgorod, vert. Hans Leerink, Amsterdam, Van Oorschot, 1959
- Avonden op een hoeve nabij Dikanka in: Verhalen en novellen, vert. Aai Prins, Amsterdam, Van Oorschot, 2012